# წ
Das Cil (წ) ist der 29. Buchstabe des georgischen Alphabets. Der Buchstabe stellt den Laut [tsʼ] dar und wird im Deutschen mit dem Buchstaben Z transkribiert.
Heute wird im Mchedruli-Alphabet nur noch das წ verwendet. Im historischen Chutsuri-Alphabet gab es noch den Großbuchstaben Ⴜ; das kleingeschriebene Pendant dazu war das ⴜ.
Es war dem Zahlenwert 4000 zugeordnet.

## Zeichenkodierung
Das Cil ist in Unicode an den Codepunkten U+10EC (Mchedruli) bzw. U+10BC (Chutsuri-Großbuchstabe) und U+2D1C (Chutsuri-Kleinbuchstabe) zu finden.